# Вулиця Флеровського (Донецьк)
Вулиця Берві-Флеровського — одна з вулиць міста Донецька. Розташована між проспектом Павших Комунарів та проспектом Лагутенка.

## Історія
Вулиця названа на честь економіста, публіциста і юриста Василя Василійовича Берві-Флеровського. Помер в Юзівці в жовтні 1918 року, куди приїхав до сина і мешкав з 1897 до 1918. В Юзівці написав «Критику основних ідей природознавства» і «Коротку автобіографію».

## Опис
Вулиця Флеровського знаходиться у Ворошиловському районі. Починається від проспекту Лагутенка, і завершується проспектом Павших Комунарів. Простягнулася з півдня на північ. Довжина вулиці становить близько 300 метрів.